# 矢田郷村
矢田郷村（やたごうむら）は、石川県鹿島郡にあった村。現在の七尾市中心部の南方一帯にあたる。

## 地理
- 山 ： 城山

## 歴史
- 1889年（明治22年）4月1日 - 町村制の施行により、鹿島郡天神川原村、藤野村、後畠村、竹町村、古屋敷村、古城村、古府村、矢田村、小池川原村及び矢田新村を廃し、鹿島郡府中村の区域の一部、藤橋村の区域の一部、所口村の区域の一部、天神川原村、藤野村、後畠村、竹町村、古屋敷村、古城村、古府村、矢田村、小池川原村及び矢田新村の区域をもって鹿島郡矢田郷村を設置する。
- 1939年（昭和14年）7月20日 - 鹿島郡七尾町、東湊村、矢田郷村、徳田村、西湊村及び石崎村を廃し、鹿島郡七尾町、東湊村、矢田郷村、徳田村、西湊村、石崎村及び和倉町字奥原及び字和倉の区域をもって七尾市を設置する。

## 交通

### 鉄道路線
村域を日本国有鉄道七尾線が通過したが、駅は所在しなかった。